# کلوژ-نپوکا
شهر کلوژ-نپوکا (به رومانیایی: Cluj-Napoca)(به مجاری: Kolozsvár)(به آلمانی: Klausenburg) مرکز شهرستان کلوژ در کشور رومانی واقع شده‌است.
جمعیت این شهر ۳۱۷٬۹۵۳ نفر است.
در ارتفاع ۳۶۰ متر از سطح دریا واقع شده‌است.